# アトス (ダルタニャン物語)
アトス（Athos, 1595年頃 - 1661年）は、アレクサンドル・デュマ・ペールの歴史小説『ダルタニャン物語』に登場する銃士の一人。三銃士の最年長で、リーダー格。冷静で勇敢、剣の達人で、広い知識を持ち、気高い大貴族然とした風采。会話は装飾や誇張がなく事実だけを述べる。ダルタニャンはアトスという人物には、一種の尊敬の念を抱いている。若い頃と中高年以降の変化が大きい。「アトス」は世を忍ぶ仮の名。この名前はフランス人から見ても奇妙なものらしく、「私の名前はアトスだ」と言われ、「それは人の名前ではない。山の名前だ」とバスティーユ牢獄の役人が言うシーンがある。

## 概要

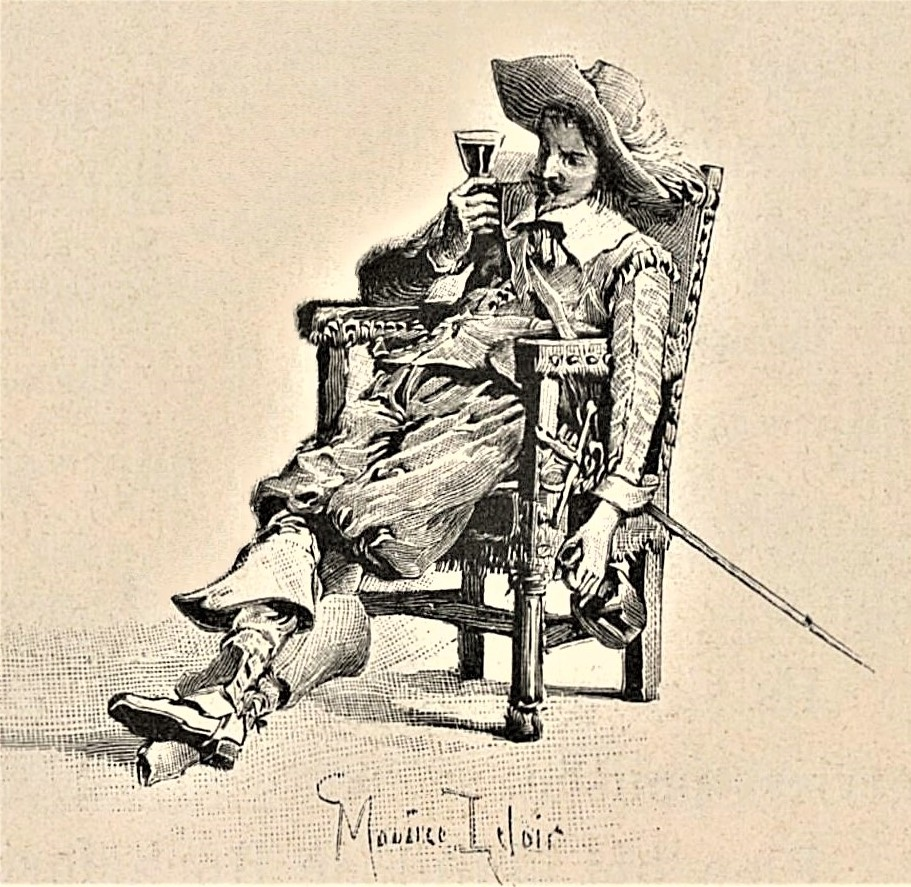
Athos

年齢は『三銃士』の時点で推定30歳頃。『二十年後』の時点（1648年）で49歳と自己申告していた。年齢はダルタニャンより10歳ほど年上で、機嫌のいい時にはダルタニャンに対し「なあ、せがれよ」と呼びかけることもあった。
勇敢で冷静、剣の達人で武芸百般に優れている。姿は中肉中背で均斉がとれ、鋭い目、まっすぐな鼻にブルートゥスそっくりの顎で力強さと気品が兼ねそなわっている。声は柔らかく良く通る。
大貴族に相応しい威厳があり、深く幅広い教養を持ち、語学、スコラ哲学、ラテン語にまで通じ、フランス貴族の名前、家系、紋章や、貴族社会の礼儀作法に詳しく、狩猟や鷹狩りではルイ13世が造詣の深さに舌を巻くほど。口数は少ないが、会話は明瞭で装飾がなく事実のみを語る。銃士時代はフェルー街に住む。従僕はグリモーで、アトスから口を利くことを禁じられていた。
無口で暗い印象を受けるが、人格としてはどこか王族の気風を漂わせており、只者ではない印象を相手に与える。また、若い頃は大酒のみで賭博好きという欠点もあったが、人格の高潔さが強調されており、誠実な人柄。人間関係に打算を持ち出しがちなダルタニャンは、誠実なアトスに対し引け目を感じ、アトスだけは騙したりできない、と感じている。
出自はベリー地方の貴族、ラ・フェール伯爵。先祖の一人がマリニャンの戦いでフランソワ一世から聖ミカエル騎士に任命されている。また別の先祖の一人がアンリ三世時代にサン・テスプリ勲章を着けた姿で肖像画になっている。母親は若い頃アンリ四世妃マリー・ド・メディシスに仕えていた。
25才の時に、領地に住む16才の天使のように美しい司祭の妹(ミレディ)に恋をして周囲の反対を押し切り身分違いの結婚をする。しかし妻の肩に囚人の証である百合の烙印を見つけ妻の本性を知ると、妻を縛り首にして、領地を捨て出奔。身分を隠して銃士になった。そのため女を寄せ付けず銃士時代は浮いた噂がなかった。恋愛相談にやってきたダルタニャンに、「恋は富くじみたいなもので、当たりを引き当てた奴は死を引き当てたということだ」と助言をしたり、息子のラウルとルイズ（当時7歳）の淡い幼ない恋に眉を顰めるなどしている。
銃士隊を辞める前に、ブロワのブラジュロンヌ子爵領を親戚から相続。 1633年10月11日、旅の途中、リムーザンのローシュ・ラベイユの教会で、スペインへ亡命する途中のシュヴルーズ公爵夫人と一夜の情を交わし、一年後に教会へ手紙付きで送り届けられた赤ん坊ラウルを引き取る。「子供をしつけるには、率先して範を示すのが一番だ」と考え、きっぱり賭博をやめ、酒もたしなむ程度に抑えるようになった。ダルタニャン、プランシェなどは「アトスは立派な人物だが、酒でいつか身を滅ぼすだろう」と予想していたため、この変化には大喜びしている。作中で描写があった限り、最初の妻ミレディを除けば、シュヴルーズ公爵夫人と関係を持ったのみである。
政治的には、真の貴族が選ぶ道として、神に与えられた王権そのものに献身と忠誠を捧げる。サン・ドニ大聖堂のフランス王家の墓所で息子ラウルにも王権への忠誠を約束させている。フランス王家に忠誠を誓う立場で、フロンドの乱にフロンド派として参加したのも、ルイ14世を傀儡として操るマザランへの反感のため。また、若い頃は熱烈にイギリスを嫌っており、「この俺が敵の金を受け取ることなんかできるものか」と言ったり、バッキンガム公爵からもらった馬を賭博で擦っていた。しかし王権への忠誠は国を越えてイギリス国王に対しても発揮され、1648年、49歳のころ、清教徒革命のさなかイギリスへチャールズ1世を救出に向かう。さらに、1660年には流浪の国王チャールズ2世を助け、渡英してモンク将軍の信頼をうけ王政復古に尽力している。
チャールズ1世からはガーター勲章を、チャールズ2世からは金羊毛勲章を、アンヌ・ドートリッシュからは聖霊勲章を授かる名誉を与えられている。これらは一国の国王レベルの人物がようやく与えられる勲章である。
剣の腕前が高く、左右どちらの腕でも剣を使うことができる特技がある。また、すでに60歳近い1660年のイギリス遠征では従者のグリモーと2人で篭城し、28人の兵士のうち8人を死傷させる活躍を披露している。

## 本名について
作中では完全に伏せられており、「アトス」、あるいは「ラ・フェール伯爵」としてしか紹介されることはない。しかし、のちにデュマが描いた演劇『若きころの銃士たち』で登場するミレディー（三銃士に登場する、アトスの元恋人）が、作中でラ・フェール子爵のことを「オリヴィエ」と呼んでいるシーンが見られる。そのため、アトスの本名はオリヴィエではないのかと考えられている。

## 史実
モデルになった人物は、アルマン･ドゥ･シレーグ･ダトス･ドートヴィエイユ (1615年-1643年)。『ダルタニャン物語』とは15歳ほど若く生まれている。銃士隊長トレヴィルの親類で、そのつてをたどって銃士隊に入隊。軍人としてはとくに見るべき功績もなく、決闘さわぎを起こし死亡した。

## 派生作品など
三銃士のリーダー格のためか、主人公･ダルタニャンに次ぐ活躍をする担当ポジションにいることが多い。
アトスを演じた俳優は、
- ヴァン・ヘフリン(1948年「三銃士」)
- オリヴァー・リード(1973年〜「三銃士」「四銃士」「新・三銃士／華麗なる勇者の冒険」)
- 神谷明(1987年NHK「アニメ三銃士」声優)、
- キーファー・サザーランド(1993年「三銃士」)
- ジョン・マルコヴィッチ(1998年「仮面の男」)
- ジャン・グレゴール・クレンプ（2001年「ヤング・ブラッド」)
- 山寺宏一(2009年NHK連続人形活劇 「新・三銃士」声優)
- マシュー・マクファディン(2011年「三銃士／王妃の首飾りとダ・ヴィンチの飛行船」)
- ユーリ・チューシン(2013年「三銃士／宿命の対決」
- イ・ジヌク(2014年「三銃士」韓国ドラマ。時代を李氏朝鮮時代に移しアトスに相当)
- トム・バーク(2014〜2016年「マスケティアーズ／三銃士」)
- ヴァンサン・カッセル(2023年「三銃士／ダルタニャン」「三銃士／ミレディ)

映画仮面の男では、ルイ14世の双子の弟でバスチーユに監禁されていたフィリップを亡き息子と重ね合わせ、またフィリップから父のように慕われていた。